# دار الشرف
دار الشرف هي إحدى حارات حي أنامر أسفل بمدينة إب اليمنية، بلغ تعداد سكانها 7818 نسمة حسب تعداد اليمن لعام 2004.